# Куркоцин
Куркоцин (пол. Kurkocin) — село в Польщі, у гміні Дембова-Лонка Вомбжезького повіту Куявсько-Поморського воєводства.
Населення — 346 осіб (2011).
У 1975-1998 роках село належало до Торунського воєводства.

## Демографія
Демографічна структура станом на 31 березня 2011 року:
|          | Загалом | Допрацездатний вік | Працездатний вік | Постпрацездатний вік |
| -------- | ------- | ------------------ | ---------------- | -------------------- |
| Чоловіки | 176     | 47                 | 113              | 16                   |
| Жінки    | 170     | 42                 | 93               | 35                   |
| Разом    | 346     | 89                 | 206              | 51                   |